# Гутковский, Владислав
Владисла́в Гутко́вский (латыш. Vladislavs Gutkovskis; 2 апреля 1995, Рига) — латвийский футболист, нападающий южнокорейского клуба «Тэджон Хана Ситизен» и национальной сборной Латвии.
В 2011 году начал играть в рижском клубе «Олимп». После окончания сезона он проходил просмотр в основе клуба «Сконто», однако в итоге был заявлен за дубль.
В 2011 году выступал в составе юношеской сборной Латвии по футболу до 17 лет в розыгрыше Кубка Балтии.